# Jogos Europeus de 2023
Os Jogos Europeus de 2023 (em polaco: III Igrzyska Europejskie, Igrzyska Europejskie 2023) é a terceira edição dos Jogos Europeus, que foram realizadas em Cracóvia e na região de Malopolska, na Polónia, entre de 21 de junho a 2 de julho de 2023.
Todos os desportos olímpicos que se realizaram nos Jogos Europeus de 2023 forneceram oportunidades de qualificação para os Jogos Olímpicos de Verão de 2024 em Paris, na França.

## Seleção da cidade sede

### Cidades que demonstraram interesse
- Manchester - 2015
- Katovice - 2019
- Kazan - 2019
- Cracóvia - 2019

### Escolha da cidade sede
Após o prazo para apresentação de propostas ter terminado em 31 de maio de 2019, os Comités Olímpicos Europeus confirmaram que apenas uma proposta formal havia sido concluída, a de Cracóvia em colaboração com a província de Małopolska.
A eleição oficial do anfitrião dos Jogos Europeus de 2023 ocorreu em uma Assembleia Geral do EOC em Minsk em 22 de junho de 2019, onde foi decidido por unanimidade que Cracóvia e a região da Małopolska sediariam os Jogos.

#### Resultado dos votos

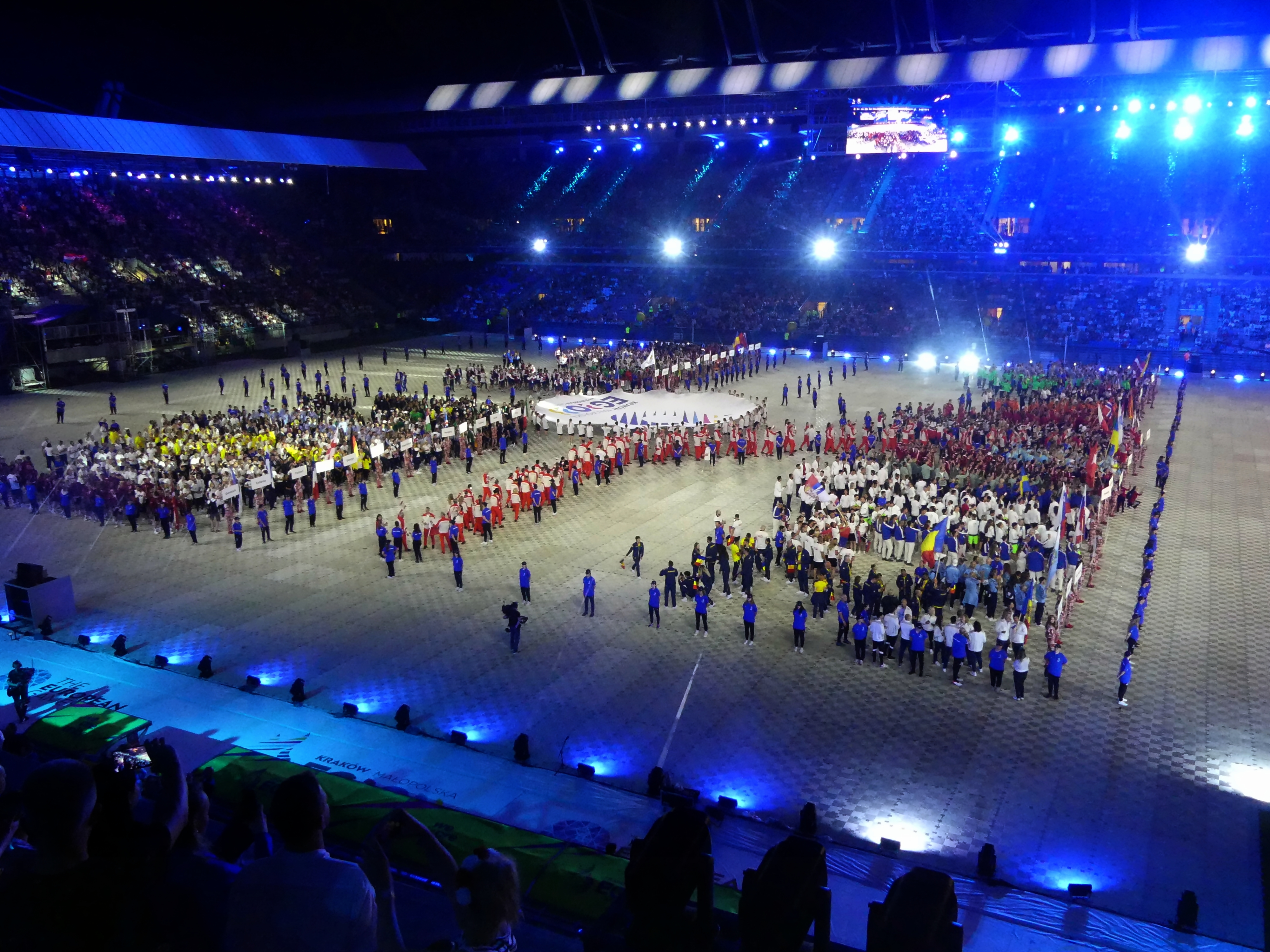
A cerimônia de abertura dos Jogos em Cracóvia

| Cidade               | País    | Votos   |
| -------------------- | ------- | ------- |
| Cracóvia, Małopolska | Polónia | Unânime |

## Países participantes
Espera-se que as seguintes nações participem:
| Comitês Olímpicos Nacionais participantes |
| --- |
| - ALB Albânia - AND Andorra - ARM Armênia - AUT Áustria - AZE Azerbaijão - BEL Bélgica - BIH Bósnia e Herzegovina - BUL Bulgária - CRO Croácia - CYP Chipre - CZE Chéquia - DEN Dinamarca - EST Estônia - FRO Ilhas Faroé - FIN Finlândia - FRA França - GEO Geórgia - GER Alemanha - GIB Gibraltar - GBR Grã-Bretanha - GRE Grécia - HUN Hungria - ISL Islândia - IRL Irlanda - ISR Israel - ITA Itália - KOS Kosovo - LAT Letônia - LIE Liechtenstein - LTU Lituânia - LUX Luxemburgo - MLT Malta - MDA Moldávia - MON Mônaco - MNE Montenegro - NED Países Baixos - MKD Macedônia do Norte - NOR Noruega - POL Polônia (anfitrião) - POR Portugal - ROU Romênia - SMR San Marino - SRB Sérvia - SVK Eslováquia - SLO Eslovênia - ESP Espanha - SWE Suécia - SUI Suíça - TUR Turquia - UKR Ucrânia *Como resultado da invasão da Ucrânia pela Rússia em 2022, o Comitê Olímpico Internacional decidiu não convidar atletas da Rússia e da Bielorrússia para competições internacionais. |

## Jogos

### Esportes
| Programa de Esportes dos Jogos Europeus de 2023 |
| --- |
| - Aquáticos - Natação artística () - Saltos ornamentais () - Tiro com arco () - Atletismo () - Badminton () - Breakdance () - Basquetebol () - Boxe () - Canoagem () } - Slalom - Sprint - Ciclismo () - BMX - Mountain bike - Esgrima () - Handebol de praia () - Futebol de areia () - Artes marciais - Judô () - Kickboxing () - Caratê () - Muaythai () - Pentatlo moderno () - Rugby sevens () - Predefinição:GamesSport - Tiro esportivo () - Taekwondo () - Escalada esportiva () - Tênis de mesa () - Triatlo () - Padel () - Salto de esqui () - Teqball () |

Além disso, os seguintes esportes como 'eventos paralelos' (esportes de demonstração) foram incluídos no programa oficial:
| Eventos paralelos dos Jogos Europeus de 2023                                                              |
| --- |
| - Corrida de montanha () - Esporte a motor () - Xadrez () - Futebol amputado () - Sumô () - Orientação () |

Um evento de E-Sport nos Jogos Europeus, reconhecido pelo EOC, também foi realizado paralelamente aos Jogos, mas não fez parte do programa Cracóvia 2023.

## Quadro de Medalhas
| Ordem | País                     | Medalha de ouro | Medalha de prata | Medalha de bronze |     |
| ----- | ------------------------ | --------------- | ---------------- | ----------------- | --- |
| 1     | ITA Itália               | 35              | 26               | 39                | 100 |
| 2     | ESP Espanha              | 21              | 17               | 19                | 57  |
| 3     | UKR Ucrânia              | 21              | 12               | 8                 | 41  |
| 4     | GER Alemanha             | 20              | 16               | 27                | 63  |
| 5     | FRA França               | 17              | 19               | 26                | 62  |
| 6     | POL Polônia              | 13              | 19               | 18                | 50  |
| 7     | GBR Grã-Bretanha         | 12              | 10               | 27                | 49  |
| 8     | HUN Hungria              | 10              | 10               | 18                | 38  |
| 9     | TUR Turquia              | 9               | 9                | 20                | 38  |
| 10    | NED Países Baixos        | 8               | 6                | 5                 | 19  |
| 11    | TCH Checoslováquia       | 7               | 10               | 11                | 28  |
| 12    | AUT Áustria              | 7               | 6                | 6                 | 19  |
| 13    | SUI Suíça                | 7               | 5                | 12                | 24  |
| 14    | DEN Dinamarca            | 7               | 5                | 5                 | 17  |
| 15    | ROM Romênia              | 6               | 6                | 5                 | 17  |
| 16    | NOR Noruega              | 6               | 4                | 5                 | 15  |
| 17    | CRO Croácia              | 5               | 4                | 4                 | 13  |
| 18    | IRL Irlanda              | 4               | 4                | 5                 | 13  |
| 19    | GEO Geórgia              | 4               | 2                | 3                 | 9   |
| 20    | SLO Eslovênia            | 3               | 8                | 2                 | 13  |
| 21    | POR Portugal             | 3               | 7                | 6                 | 16  |
| 22    | SRB Sérvia               | 3               | 6                | 7                 | 16  |
| 23    | BUL Bulgária             | 3               | 4                | 5                 | 12  |
| 24    | AZE Azerbaijão           | 3               | 2                | 6                 | 11  |
| 25    | LAT Letônia              | 3               | 2                | 2                 | 7   |
| 26    | SWE Suécia               | 2               | 7                | 5                 | 14  |
| 27    | GRE Grécia               | 2               | 5                | 10                | 17  |
| 28    | BEL Bélgica              | 2               | 5                | 6                 | 13  |
| 29    | LTU Lituânia             | 2               | 2                | 4                 | 8   |
| 30    | FIN Finlândia            | 2               | 1                | 5                 | 8   |
| 31    | EST Estônia              | 2               | 1                |                   | 3   |
| 32    | ALB Albânia              | 2               |                  |                   | 2   |
| 33    | SVK Eslováquia           | 1               | 4                | 3                 | 8   |
| 34    | ISR Israel               | 1               | 1                | 3                 | 5   |
| 35    | MDA Moldávia             | 1               |                  | 1                 | 2   |
| 36    | CYP Chipre               |                 | 3                | 2                 | 5   |
| 37    | ARM Armênia              |                 | 1                | 2                 | 3   |
| 38    | LUX Luxemburgo           |                 | 1                | 1                 | 2   |
| 39    | BIH Bósnia e Herzegovina |                 | 1                |                   | 1   |
|       | MKD Macedônia do Norte   |                 | 1                |                   | 1   |
|       | MON Mônaco               |                 | 1                |                   | 1   |